# Patrik Parkkonen
Patrik Parkkonen (* 23. Januar 1993 in Porvoo) ist ein finnischer Eishockeyspieler, der seit September 2019 bei den Wichita Thunder in der ECHL unter Vertrag steht.

## Karriere
Parkkonen wurde in der Jugendabteilung von HIFK ausgebildet und kam zu Einsätzen in den finnischen Juniorennationalmannschaften der Altersklassen U16, U17, U18 und U20.
Von 2010 bis 2012 spielte er in Kanada für den WHL-Verein Medicine Hat Tigers und kehrte dann in sein Heimatland zurück. Es folgten drei Jahre beim Erstligisten Porin Ässät, mit dem er 2013 die finnische Meisterschaft gewann.
Im Oktober 2015 wurde Parkkonen vom deutschen Zweitligisten Lausitzer Füchse zunächst mit einem Vertrag bis Ende Dezember ausgestattet, der dann bis zum Saisonende verlängert wurde. In der Saison 2016/17 war er mit 50 Scorerpunkten punktbester Verteidiger der gesamten DEL2.
Die Saison 2017/18 verbrachte er in der schwedischen HockeyAllsvenskan beim BIK Karlskoga und dem IK Oskarshamn, ehe er im Frühsommer 2018 von 
Orli Znojmo aus der Erste Bank Eishockey Liga verpflichtet wurde. Zur Saison 2019/20 wechselte er zurück nach Nordamerika, indem er sich den Wichita Thunder aus der ECHL anschloss, die ihn gegen Ende der Spielzeit auch kurzzeitig an die Chicago Wolves aus der ranghöheren American Hockey League (AHL) verliehen.

## Karrierestatistik
Stand: Ende der Saison 2019/20
(Legende zur Spielerstatistik: Sp oder GP = absolvierte Spiele; T oder G = erzielte Tore; V oder A = erzielte Assists; Pkt oder Pts = erzielte Scorerpunkte; SM oder PIM = erhaltene Strafminuten; +/− = Plus/Minus-Bilanz; PP = erzielte Überzahltore; SH = erzielte Unterzahltore; GW = erzielte Siegtore; 1 Play-downs/Relegation; Kursiv: Statistik nicht vollständig)